# Liriomyza umbrinella
Liriomyza umbrinella är en tvåvingeart som först beskrevs av Watt 1923.  Liriomyza umbrinella ingår i släktet Liriomyza och familjen minerarflugor. Inga underarter finns listade i Catalogue of Life.